# Nacionalinė farmacijos grupė
UAB Nacionalinė farmacijos grupė (NFG) ist ein Unternehmen, das die Unternehmensgruppe von UAB „Limedika“ in Litauen verwaltet. UAB „Gintarinė vaistinė“ (eine der größeren litauischen Apotheken-Ketten) und UAB „Norfos vaistinė“ gehören zur Unternehmensgruppe von Pharma-Unternehmen UAB „Limedika“. 2011 erzielte das Unternehmen NFG einen Umsatz von 467,287 Mio. Litas.

## Geschichte
Das Pharmazeutische Unternehmen UAB Limedika wurde 1994 gegründet. Ende 2007 erwarb Polska Grupa Farmaceutyczna (PGF), eines der größten pharmazeutischen Unternehmen in Polen, die Limedika. 2014 wurde ein neues Logistikzentrum (im Wert von 9 Mio. Euro) in der Rajongemeinde Kaunas errichtet.

## Norfos vaistinė
Norfos vaistinė ist die litauische Apotheken-Kette der litauischen Gruppe „Norfa“. 2012 betrug der Umsatz 81,156 Millionen Litas (23,5 Millionen Euro). Der Inhaber ist das Unternehmen UAB „Nacionalinė farmacijos grupė“ (NFG).
88 „N“-Apotheken sind in 51 Städten: Akmenė (1), Alytus (2), Anykščiai (2), Birštonas (1), Biržai (1), Druskininkai (1), Gargždai (1), Ignalina (1), Jonava (3), Joniškis (1), Jurbarkas (2), Kaunas (3), Kėdainiai (1), Kelmė (1), Klaipėda (5), Kretinga (1), Kupiškis (1), Kuršėnai (2), Kybartai (1), Lazdijai (1), Lentvaris (1), Marijampolė (3), Mažeikiai (4), Molėtai (1), N. Akmenė (1), Pabradė (1), Pagėgiai (1), Pakruojis (1), Panevėžys (5), Pasvalys (1), Plungė (1), Prienai (1), Radviliškis (2), Raseiniai (1), Rokiškis (1), Rukla (1), Šakiai (1), Šiauliai (4), Šilalė (1), Šilutė (1), Skuodas (1), Švenčionėliai (1), Tauragė (2), Telšiai (1), Ukmergė (2), Utena (2), Varėna (1), Vilkaviškis (1), Vilnius (8), Visaginas (2), Zarasai (1).